# شهرستان لا نوول-بوس
شهرستان لا نوول-بوس (به انگلیسی: La Nouvelle-Beauce Regional County Municipality) یک منطقهٔ مسکونی در کانادا است که در شودییر-آپالاش واقع شده‌است. شهرستان لا نوول-بوس ۹۱۱٫۸۰ کیلومتر مربع مساحت و ۳۵٬۱۰۷ نفر جمعیت دارد.